# Streptomyces toxytricini
Espèce
Streptomyces toxytricini est une bactérie à Gram positif du genre Streptomyces.  Elle produit de la lipstatine, un inhibiteur de la lipase pancréatique, dont dérive l'orlistat, un médicament contre l'obésité.